# Магура (Караш-Северин)
Магура (рум. Măgura) насеље је у Румунији у округу Караш-Северин у општини Завој. Oпштина се налази на надморској висини од 340 m.

## Прошлост
По "Румунској енциклопедији" место "Крајма" се први пут помиње 1430. године. Садашњи назив добија декретом из 1964. године.
Аустријски царски ревизор Ерлер је 1774. године констатовао да место "Корчма" припада Бистричком округу, Карансебешког дистрикта. Село има милитарски статус а становништво је било претежно влашко.

## Становништво
Према подацима из 2002. године у насељу је живело 550 становника, од којих су сви румунске националности.